# 여주 고달사지 원종대사탑비
여주 고달사지 원종대사탑비(驪州 高達寺址 元宗大師塔碑)는 고려시대에 만들어진 고달선원 국사 원종대사비를 받쳤던 귀부, 이수와 비신이다. 1963년 1월 21일 귀부와 이수가 대한민국의 보물 제6호로 지정되었고, 2016년 12월 15일 여주박물관에 보관되어 있는 비신을 추가하여 지정하였다.

## 개요
975년에 세운 혜목산 고달선원 국사 원종대사비를 받쳤던 귀부와 비신 위에 얹혔던 이수이다. 1915년 봄에 넘어져 8조각으로 깨진 비신은 현재 여주박물관에 보존되어 있고, 비신없이 귀부와 이수만 맞물려 있다. 원종대사부도비 귀부와 이수는 현존하는 한국 귀부와 이수 가운데 규모가 가장 크며 태산 같은 힘을 분출하고 있다. 전체적으로 각이 깊고 뚜렷하여 귀부의 튀어 올라온 거북등만 보아도 그 힘을 당할 장사가 천하에 없을 듯이 보인다. 치켜 올라간 꼬리가 험상궂기 이를 데 없고, 콧등에 주름이 잡힐 정도로 코를 벌름거리며 눈을 부릅떠 정면을 응시하고 있다. 여의주를 물지 않은 게 특이하다. 비석의 제작에 국공(국가 소속의 공인)들이 파견되어 작업을 한 점, 규모의 거대한 점, 양식의 독특한 점, 비문을 짓고, 일급 석공이 제작에 참여한 것 등을 종합해 보면, 비석의 건립은 꽤나 큰 사업이었으며, 원종대사의 영향력이 지대했음을 나타내고 있다.

### 비석 제작자[3]
- 비문: 김정언(金廷彦)
- 전액: 장단열(張端說)
- 각자: 이정순(李貞順)

### 비석 내용[4]
- 건립에 참여한 제작 역사
- 원종대사의 탄생과 불교에 귀의하게 된 경위
- 불교를 연구하는 과정과 스승에 대한 내용
- 중국으로 건너가 공부한 내용
- 귀국하여 궁중에 들어간 내용
- 설법한 중요 내용에 대한 정리
- 열반 후 추모 과정
- 제자들에 대한 이름

## 비석 건립 역사
비석을 세운 것은 비석 본문에 975년(광중 26)이라고 기록되어 있다. 하지만 음기 맨 뒤에는 ‘처음 명인년(966, 광종 26)에 시작한 비와 탑의 공사가 마침내 정축년(977, 정종 2)에 이르러 공역을 끝났다.’라고 기록하고 있다. 따라서 비석을 건립한 시기가 975년인지 977년인지 분명하지 않다. 아마도 비석은 975년에 세워졌으나, 부도탑이 세워진 것은 977년으로 보인다. 부도탑과 탑비가 하나로 연결된 공사이기 때문에 모든 공사가 마무리된 977년 음기를 작성하였던 것으로 보인다. 즉, 원종대사 찬유가 958년 입적하자 광종은 곧바로 김정언(金廷彦)에게 비문을 찬하도록 하였으며, 966년경에는 탑비 건립 공사가 시작된 것으로 보인다. 그리고 비문이 975년경에 완성되자 이정순(李貞順)이 비문을 각자하였으며, 각자가 완료되자 비각을 건립하기 시작하여 977년에 완공되었음을 알 수 있다.

## 비신 이전
1915년 봄에 넘어져 8조각으로 깨진 비신은 국립중앙박물관에 보존되었다가 현재 여주 박물관으로 옮겨져 전시 중이다. 비신의 규모는 높이 279cm, 너비 162cm, 폭 31cm에 이르는데, 이를 보존 처리하는 방안에 대해 2010년 8월부터 복원 사업이 준비되었다. 2010년 11월 25일 개최된 문화재위원회에서 원종대사혜진탑비의 비신을 복제하여 복원하고, 원 비신을 여주박물관 실내에 전시하는 방안이 가결됐다.
여주시는 2012년 비신 복제를 위한 3D 스캔 작업을 완료하고 복원 설계를 2012년 12월 비신 복제 및 탑비 복원 공사를 착수했다. 여주시 여주박물관은 2010년부터 문화재청, 국립중앙박물관, 국립문화재연구소 등 관계기관과의 긴밀한 업무협의로 원종대사탑비 복원사업을 추진했다. 국가 중요무형문화재 석장 120호인 이재순 석장 보관됨 2021-07-18 - 웨이백 머신이 2014년 8월 복원공사를 완료하였다.
2016년 12월 15일 여주 고달사지 원종대사탑비가 비신을 제외한 귀부와 이수만으로 국가지정문화재(보물)로 지정되어 있어, 국립중앙박물관에서 보관 중에 있던 비신을 추가 지정하고, 여주박물관으로 이전하였다.

## 현지 안내문
이 귀부(龜趺)와 이수(이首)는 혜목산고달선원국사원종대사지비(慧目山高達禪院國師元宗大師之碑)를 받쳤던 귀부와 비신석 위에 얹혔던 이수이다.
비는 일찍이 무너져 신석(身石)은 국립중앙박물관(國立中央博物館)에 옮겨져, 현재는 경복궁(景福宮) 근정전(勤政殿) 서쪽화랑(西廻廊)에 진열되어 있으며, 이곳 고달선원(高達禪院) 절터에는 귀부왕 이수만이 남아 있다. 비문(碑文)에 의하면 원종대사(元宗大師)는 신라(新羅) 경문왕(景文王) 9년(869) 13세에 출가하여 상주(尙州) 공산(公山) 삼랑사(三郞寺)에서 융제선사(融제禪師)에게 사사(師事)하였다. 22세에 양주(楊州) 삼각산(三角山) 장의사(藏義寺)에서 구족계(具足戒)를 받았고 23세에 입당(入唐)하여 서주(舒州) 동성현(桐城縣) 적주산(寂住山)에서 자선화상(子禪和尙)에게 사사(師事)하였으며 경명왕(景明王) 5년(921)에 환국(還國)하여 봉림사(鳳林寺)에 거주(居住)하였다.
그후 광주(廣州) 천왕사(天王寺)에서 고려(高麗) 광종(光宗) 9년(958) 8월에 90세로 입적(入寂)하니 왕이 애도(哀悼)하여 원종대사(元宗大師) 혜진(慧眞)이라 추시(追諡)하고 진영일정(眞影一幀)을 그리게 하였으며 대사(大師) 입적 후 17년에 이 비가 세워졌음을 알 수 있다.
귀부(龜趺)는 거대한 단일석(單一石)으로 조성되고 6각 귀갑문(龜甲紋)이 장식되어 있으며 장방형(長方形)의 비좌(碑座)는 운문(雲紋)이새겨져 있는 연화좌(蓮華座) 위에 조출(彫出)되고 상면(上面) 둘레에는 복련문(覆蓮文)이 조출되어 있다. 네 다리와 손톱 끝의 조형은 사실적이며 예리하나 귀두(龜頭)의 면모(面貌)는 흔히 볼 수 있는 용형(龍形)이다.
이수(이首)는 구름과 용무늬로 장식되어 있으며 정상에는 작은 구멍이 뚫어져 있어 보주(寶珠)가 꽂혔던 흔적으로 보인다.

## 여주박물관내 안내문
고려 초 국사 원종대사 찬유를 기리기 위해 975년(광종 26)에 세운 탑비(보물 제6호)의 비신이다. 이 비신은 1915년 봄에 무너져 여덟 조각으로 깨져 국립중앙박물관에 보관되어 오다가 2016년 여주박물관으로 옮겨졌다. 고달사지 현장에는 귀부 위에 이수가 얹혀진 형태로 있었으나 여주시가 문화재청과 경기도의 예산 지원을 받아 2010년부터 원종대사탑비 비신 복제 및 탑비 복원공사를 추진하여 2014년 8월에 준공, 문화재 정비 복원의 좋은 사례로서 웅장하고 화려한 고려 불교미술의 원형을 보여주고 있다. 특히, 보물 제6호로 지정되어 있는 이 탑비의 귀부와 이수는 우리나라에서 가장 크고 우람한 형상을 자랑하고 있으며, 비문에는 원종대사 탄생과 출가, 당나라 유학과정, 귀국 후 국사로 책봉되어 입적한 생애를 기술하였다.

## 사진

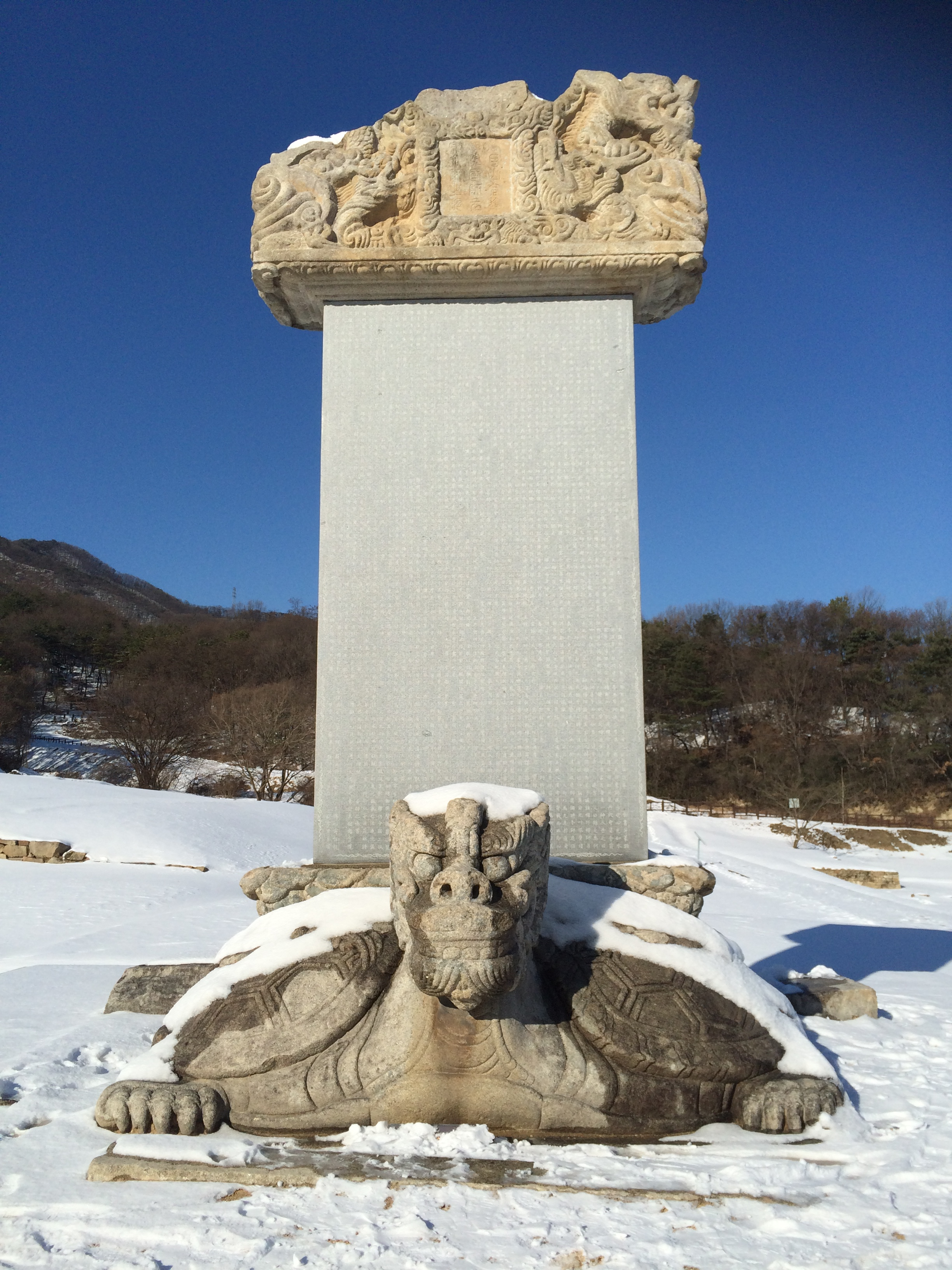
비신을 복원한 모습(2014년 10월)
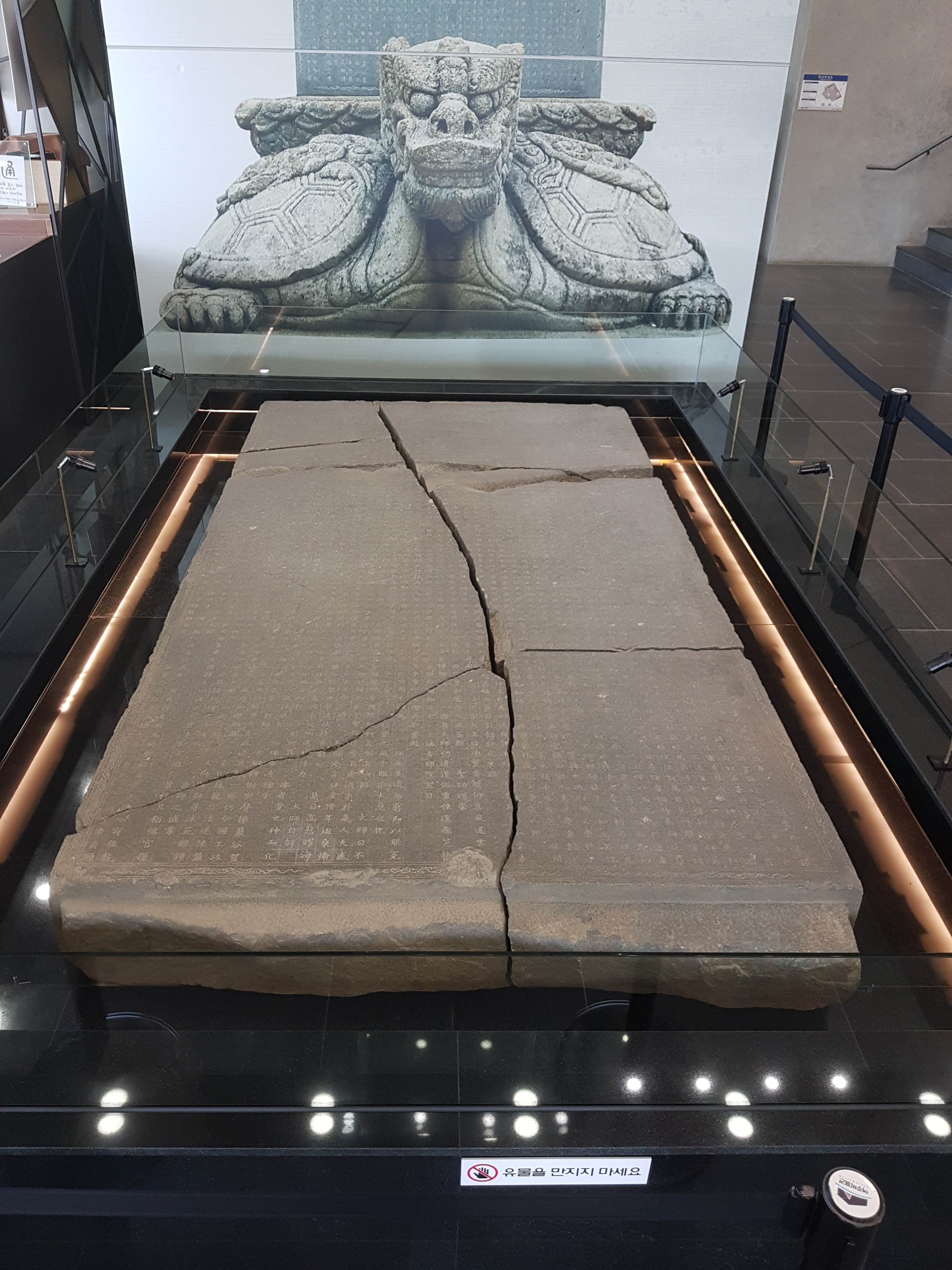
여주박물관에 보관되어 있는 비신
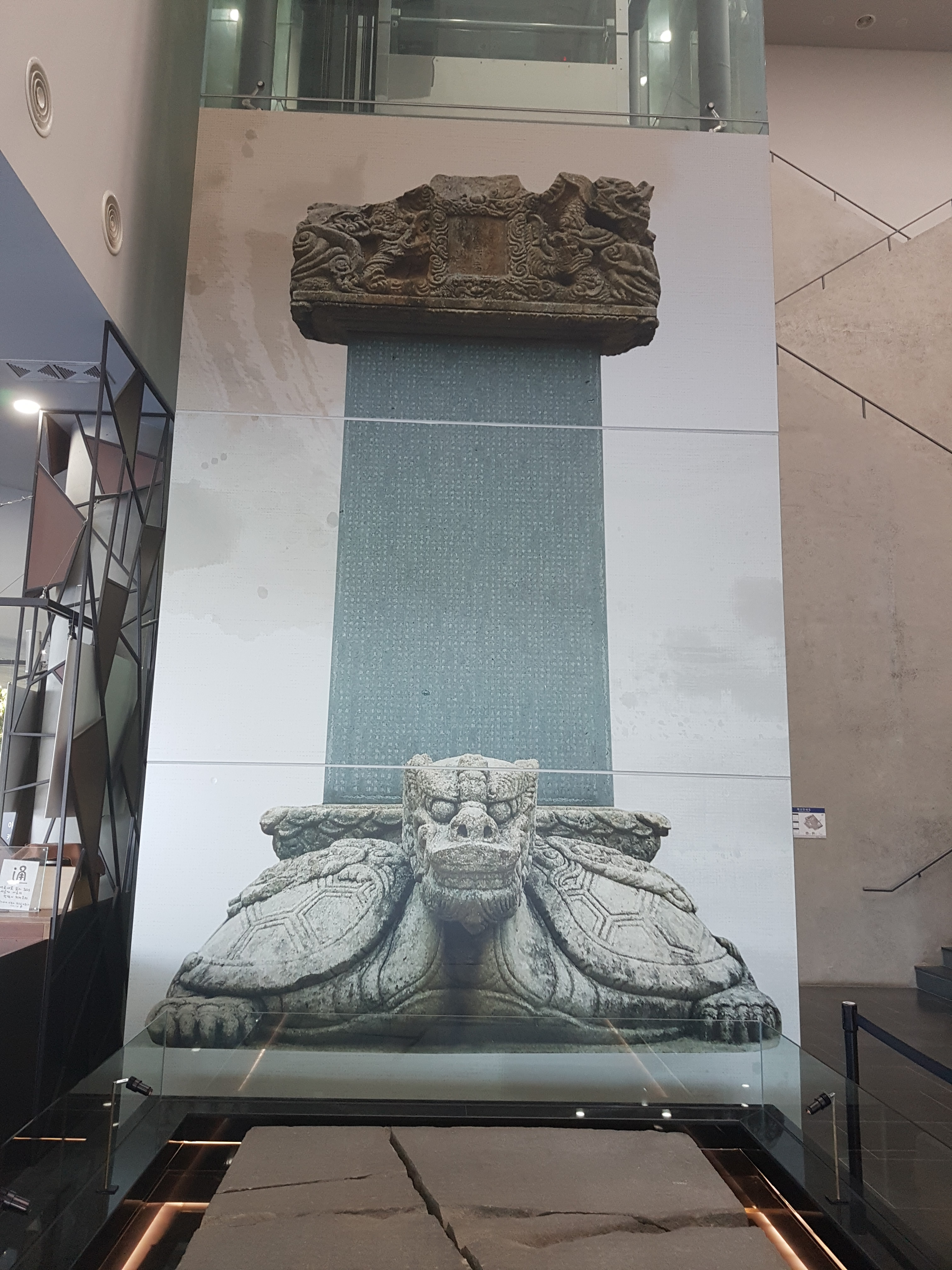
여주박물관에 보관되어 있는 비신 복원도
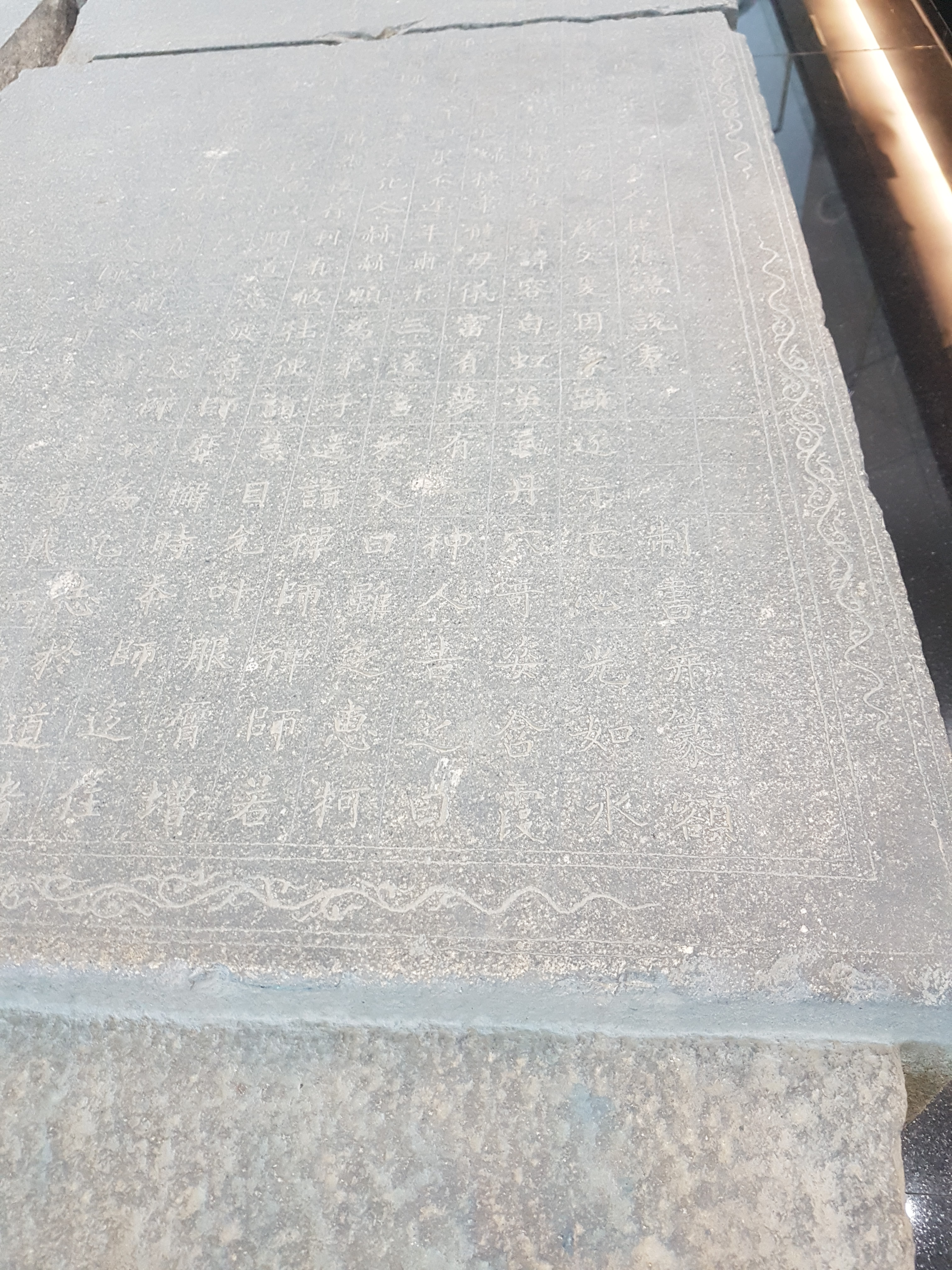
여주박물관에 보관되어 있는 비신 비문

## 같이 보기
- 고달사
- 여주 고달사지 원종대사탑 - 보물 제7호

## 참고 문헌
- 여주 고달사지 원종대사탑비 - 국가유산청 국가유산포털